# Zdeněk Ponert

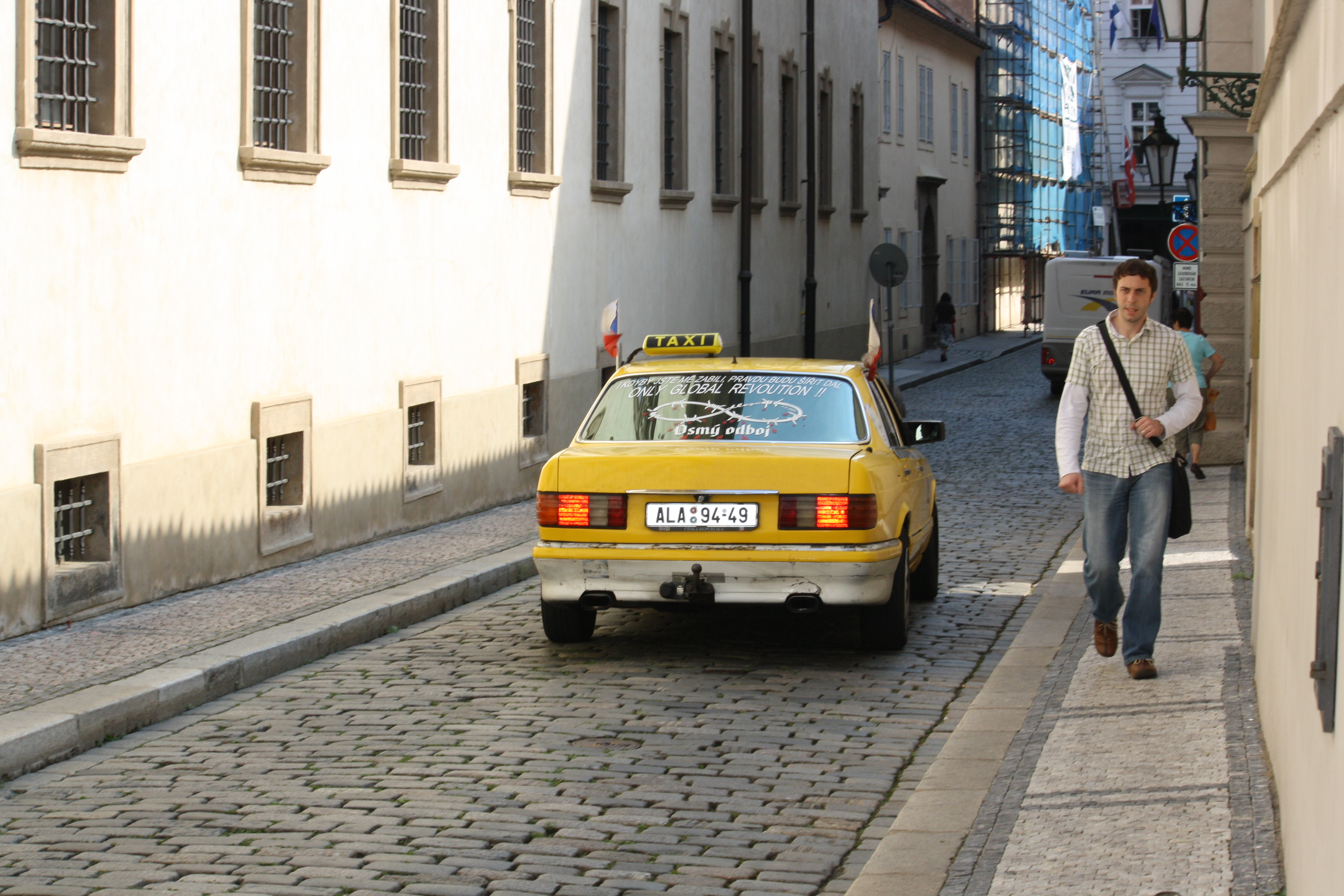
Taxi Zdeňka Ponerta vyzdobené nápisy o osmém odboji projíždí uličkami Malé Strany

Zdeněk Ponert (* 27. března 1965) je známý pražský živnostník podnikající od r. 1989 jako řidič taxislužby, aktivista za právo na volnou tvorbu cen v taxislužbě.
První dva roky jezdil na svůj živnostenský list, později, až dodnes, jako zaměstnanec firmy. Je jedním z taxikářů, kteří na Staroměstském náměstí v Praze veřejně nabízeli jízdné 99 Kč/km, nerespektující nařízení města o regulaci cen na nejvýše 28 Kč/km, s čímž byla spojena řada konfliktů a sporů, v nichž hrál výraznou roli. Svoje taxi značky Mercedes měl pomalované protestními nápisy proti magistrátu a městské policii, svou činnost nazýval „osmý odboj“ a sebe na svém blogu označoval za prvního mluvčího osmého odboje. V roce 2008 se vyjadřoval jako mluvčí za Odborový svaz taxi Praha, občanské sdružení, v jehož čele stojí Pavel Jelínek a Marcel Šíd.

## Spor o regulaci cen v taxislužbě
Specifický spor se odehrával kolem stanoviště na Staroměstském náměstí, jehož vylosovaným správcem byla firma SEDOP. Toto stanoviště využívali řidiči, kteří inzerovali několikanásobně vyšší jízdné, než jaké připouští městské nařízení o maximálních cenách, nejčastěji 99 Kč/km (oproti městem stanovené maximální ceně 28 Kč/km), a u soudu argumentují jejich právní zástupci Klára Slámová a Kolja Kubíček tím, že cenová regulace, která neodpovídá oprávněným nákladům, je neoprávněná, stejně jako nebylo v té době oprávněno vázat užívání taxistanoviště na veřejných komunikacích a určovat barvu vozů, které jej mohou užívat. Město dalo firmě SEDOP postupně třikrát (poprvé roku 2005) výpověď z nájmu, jejíž platnost firma opakovaně soudně napadala. Od léta 2006 rozdávali městští strážníci potenciálním zákazníkům lístečky s textem: „Ceny vyznačené v ceníku na tomto vozidle jsou v rozporu s cenovým předpisem hl. města Prahy a jejich účtování rovněž porušuje tento cenový předpis.“ V dubnu 2007 udělil Obvodní soud pro Prahu 1 Magistrátu hlavního města Prahy pokutu ve výši 100 000 Kč za to, že nerespektoval předběžné opatření soudu a v rozporu s ním bránil řidičům nájemce stanoviště užívat. V červenci 2009 rozhodl městský soud o platnosti druhé výpovědi a magistrát obratem zrušil taxistanoviště na Staroměstském náměstí a změnil je ve vyhrazené stání pro invalidy. Zástupce odborového svazu Taxi Praha však namítl, že dosud nebyl uzavřen spor o platnosti třetí výpovědi, v jehož rámci bylo vydáno předběžné opatření, které zakazovalo magistrátu bránit taxikářům v užívání stanoviště. Soudní a správní spory se vedou rovněž o některé z pokut, které magistrát udělil řidičům.
Správní soud v roce 2007 ve sporu mezi nejmenovaným taxikářem, který zhruba trojnásobně překročil stanovené maximální ceny, a ministerstvem financí rozhodl ve prospěch taxikáře a zrušil pokutu udělenou taxikářovi. Soud argumentoval mimo jiné tím, že městská vyhláška (nařízení?) nemůže být nadřazena zákonu o cenách, který připouští regulaci jen v případech, kdy je trh ohrožen účinky omezení hospodářské soutěže nebo to vyžaduje mimořádná tržní situace (§ 1 odst. 6 zák. 526/1990 Sb.), a taková situace v Praze podle soudu nenastala. Náměstek pražského primátora Rudolf Blažek označil rozhodnutí soudu za nebezpečné a město Praha ani nadále tento názor soudu nerespektovalo a regulační nařízení nezrušilo. Mimo to zástupci taxikářů nerespektujících stanovené maximální ceny argumentovali i tím, že i v případech oprávněné regulace cen dává zákon o cenách možnost navýšit regulovanou cenu o oprávněné vyšší náklady. Obvodní soud pro Prahu 1 v roce 2009 udělil Magistrátu hlavního města Prahy pokutu 100 000 Kč za to, že nerespektoval předběžné rozhodnutí soudu týkající se stanoviště taxislužby na Staroměstském náměstí v Praze, a nařídil, aby Praha značku stání pro invalidy okamžitě odstranila a dále nebránila taxikářům taxistanoviště užívat.
V roce 2011 Nejvyšší správní soud zrušil rozhodnutí Městského soudu v Praze, a konstatoval, že magistrát i Městský soud pochybily, když rozhodly o pokutě nejmenovanému řidiči, který jezdil za deklarovanou cenu 80 Kč/km. Zároveň ale Nejvyšší správní soud potvrdil oprávněnost regulace cen taxislužby.
16. července 2009 vypukla na Staroměstském náměstí za přítomnosti advokátky Kláry Slámové rvačka městských policistů s taxikáři poté, co se na místě na protest shromáždilo asi 20 vozidel taxislužby a městská policie se pokusila odtáhnout vůz Zdeňka Ponerta z bývalého stanoviště taxislužby, které město na základě výsledků jednoho soudního sporu, ale navzdory předběžnému rozhodnutí soudu vydanému v rámci jiného sporu, zrušilo a přeznačilo na parkovací místo pro invalidy, a pokusili se násilím dostat Zdeňka Ponerta do policejního automobilu, načež ho další přítomní taxikáři fyzicky bránili. Ke zraněním došlo na obou stranách sporu. Státní zástupkyně podala na tři účastníky rvačky z řad taxikářů obžalobu pro útok na veřejného činitele a výtržnictví. Obvodní soud pro Prahu 1 v únoru 2011 rozhodl, že se zúčastnění taxikáři svou účastí ve sporu nedopustili trestného činu. Taxikáři podali na činitele města trestní oznámení pro podezření z maření úředního rozhodnutí a zneužití pravomoci veřejného činitele.
V lednu 2007 mu Magistrát hlavního města Prahy odebral taxikářskou licenci. Náměstek primátora Rudolf Blažek v únoru 2007 uvedl, že pan Ponert byl 33× přistižen při páchání přestupku a třikrát dostal pokutu, celkově za 90 tisíc Kč. V únoru 2007 držel Zdeněk Ponert před magistrátem 11denní hladovku o pouhém čaji s mlékem a medem na protest proti tomu, že mu město nedovolilo jezdit za "tržní" ceny. Hladovku ukončila kvůli křečím v břiše hospitalizace na jednotce intenzivní péče v nemocnici, po propuštění vzkázal všem taxikářům, že před magistrátem seděl pro ně. Městské regulační nařízení označil za vykořisťování.
20. října 2009 odpoledne Zdeněk Ponert zasáhl do jednání Poslanecké sněmovny PČR tím, že z galerie pro veřejnost vykřikoval, že pražský magistrát porušuje zákony. V reakci na to nechal předseda PČR Miloslav Vlček vyklidit celou galerii, včetně diváků, kteří jednání nenarušovali. Předseda Odborového svazu taxi Praha Pavel Jelínek se od této formy protestu distancoval.
Na webu hnutí Skutečná demokracie je v jeho profilu prezentováno, že se mu podařilo vyhrát soudní spory ohledně nevýhodného záměru přiřknout lukrativní stanoviště taxi dvěma vyvoleným firmám, a že pro odborový svaz taxikářů vyhrál spor o odstupňované tarify, podle vzdálenosti odvozu, běžné u hotelových taxi, za což byl v bulvárním tisku nařčen zlodějským taxikářem.

## Další protestní akce
16. dubna 2011, v den protivládní demonstrace před ministerstvem financí, zaparkoval na místě ještě před příchodem demonstrujících svůj 21 let starý žlutý mercedes ověšený vlajkami a popsaný nápisy vyzývajícími k revoluci, a po příchodu davů vylezl na střechu svého auta a s praporem v ruce a trikolórou na saku vykřikoval požadavek na zrušení politických stran, aby se demokracie očistila od zlodějů a lhářů.
17. listopadu 2012 uspořádal na Václavském náměstí vlastní protivládní protest, kterým údajně úmyslně narušil protivládní protest pořádaný v témž místě iniciativou Stop vládě. Před polednem přistavil pod sochu svatého Václava dodávkový automobil a zvukovou aparaturu, z níž pouštěl písně Karla Kryla, svatováclavský chorál a projevy svých stoupenců. Své protesty s plánovanou účastí 3000 lidí, ale skutečnou účastí daleko menší, prý ohlašuje pravidelně na magistrátu již několik měsíců, protest na sobotu 17. listopadu však prý ohlásil k Národnímu muzeu, nikoliv k soše svatého Václava. Kolem půl jedné bylo podle iDNES Ponertovo ozvučení u Národního muzea. Na přání odborářů pořádajících konkurenční demonstraci policejní těžkooděnci Ponertův vůz obklopili a zajistili jeho odtažení. Vozidlo bylo neoprávněně odtaženo, na základě prý žádosti odborářů, ovšem bez právního důvodu.[zdroj?] Zde policisté jednali bez právního důvodu a soud se přiklonil na stranu Zdenka Ponerta.[zdroj?]
Média zmínila i jeho účast na protivládní demonstraci 27. dubna 2013 na Václavském náměstí.
Web SK-DE (Skutečná demokracie) ho v letech 2012 až 2013 prezentoval jako jednoho ze tří až pěti členů svého týmu, přičemž nejméně od 3. září 2013 web u jeho profilu uvádí, že stojí v čele tohoto „myšlenkového směru“.
Při státních oslavách 28. října 2014 na vrchu Vítkově v Praze přijel v 9:45 hodin se Škodou Superb, na střeše měl umístěnou státní vlajku a reproduktor, z něhož zněla hlasitě husitská hymna Ktož jsú boží bojovníci Po projetí značky zákazu vjezdu ho chtěla zastavit vojenská policistka, ale Ponert ji ignoroval. Žena uskočila a na taxikáře upozornila vysílačkou kolegu na dalším stanovišti, před památníkem. Příslušník vojenské policie v oranžové reflexní vestě vyšel proti přijíždějícímu vozidlu ve chvíli, kdy bylo asi 50 metrů od něj. Auto chtěl zastavit zdviženým terčíkem. Řidič však nereagoval. Policista pak ukazoval taxikáři rukou, aby zastavil na kraji silnice, Ponert jel dál a vozidlo zabrzdil až u vojákova těla. Vojenský policista jej požádal, aby hudbu ztlumil, nebo odjel. Ponert odmítl. Další policisté ho upozornili, že nemá povolení k vjezdu. Reagoval prý slovy: „Já ho nepotřebuju. To je petiční stánek. Jdu položit kytku.“ Asi půl hodiny poté ho na Vítkově zadržela republiková policie, obvinila ho z násilí proti úřední osobě a výtržnictví. Vojenský policista tvrdil, že mu taxikář způsobil lehké poranění ruky. Vozidlo bylo zajištěno policií a proti Zdeňku Ponertovi bylo zahájeno vyšetřování kvůli podezření z násilí proti úřední osobě. Na videozáznamu z Vítkova, který Ponert později získal, je však vidět, že voják po kontaktu s taxikářovým vozidlem dál pokračoval v práci a žádné zranění neřešil. Státní zástupkyně i na základě záznamu z pouliční kamery trestní stíhání zastavila a věc předala do přestupkového řízení. Zdeněk Ponert poté požadoval od ministerstva spravedlnosti jako odškodnění tři miliony korun „za poškození zdraví, dobrého jména, jména rodiny, v zaměstnání a u přátel“, přičemž výši požadované částky soudu zdůvodnil tak, že má být odstrašující, aby škůdce od takového jednání upustil. Soud žalobu o náhradu újmy zamítl s tím, že žalobce tvrzenou nemajetkovou újmu nedoložil, a v odůvodnění přihlédl i k tomu, že žalobce incident sám vyprovokoval a nešlo o první takový případ, přičemž soud konstatoval, že „přiznání zadostiučinění v penězích by bylo v případě žalobce v rozporu s obecně sdílenou představou spravedlnosti“ Ponert se odvolal k městskému soudu.